# Eupholus humeridens
Espèce
Eupholus humeridens est une espèce d'insectes coléoptères phytophages du genre Eupholus (charançon bleu) appartenant à la famille des Curculionidae, originaire de Papouasie-Nouvelle-Guinée, notamment de la région de Finschhafen et du mont Bosavi. Il est caractérisé par sa couleur entièrement bleu-cobalt, sans mouchetures.

## Description
Ce charançon entièrement bleu présente une légère ligne noire médiane longitudinale du pronotum  à l'apex. Ses élytres sont recouverts d'une carapace chitineuse coriace, comme les autres espèces de ce genre et se terminent en une pointe marquée. Au bout de chaque élytre, on remarque une minuscule protubérance noire. Le bord extérieur des élytres et légèrement souligné de noir, ainsi que la séparation entre le pronotum et la face supérieure de l'abdomen recouvert par les élytres. Le premier article (équivalent à l'humérus) des trois paires de pattes puissantes et courtes est du même bleu-cobalt. Il est large et cylindrique. Le deuxième article est plus aplani et plus clair. Les jointures sont d'un brun clair. Le museau (rostre) et les tarses terminant les pattes sont bleu clair, comme les antennes, recouvertes de poils sensoriels et terminées par une massue noire bien distincte.